# 希爾山 (帕爾默地)
希爾山（英語：Mount Heer），是南極洲的山峰，位於帕爾默地，處於巴科夫山以北6公里的海恩斯冰川南岸，美國地質調查局根據測量和美國海軍拍攝的空中照片繪入地圖，現時由南極條約體系管理。